# Abe Lyman
Abe Lyman (Chicago, 1897. augusztus 4. – Beverly Hills, 1957. október 23.) amerikai dzsesszzenész, dobos. Zenekarvezető volt az 1920-as évektől az 1940-es évekig. Lemezei jelentek meg, filmekben szerepelt, számos rádióműsorhoz készített zenét, köztük a „Your Hit Parade”-hoz.

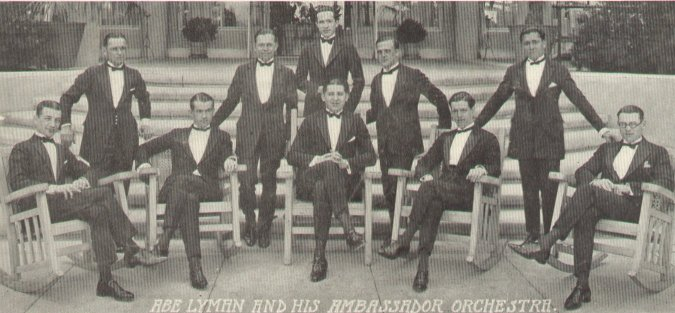
Abe Lyman's Orchestra, 1922.

## Pályakép
Lyman eredendően ütőhangszeres volt. Tizennégyévesen már rendszeresen játszott egy chicagói kávéházban, aztán színházakban és mozikban is. 1919 körül Kaliforniába költözött. Los Angelesben bátyja, Mike szórakozóhelyén játszott, ami népszerű volt a filmes hírességek körében, egészen addig, amíg a stúdiófőnökök meg nem tiltották a látogatását. Lyman filmes kapcsolatai, például Gloria Swansonnal, a hasznára váltak. 1922-től sikeresen vezetett egy zenekart a Los Angeles-i Wilshire Boulevardon található Ambassador Hotel éjszakai klubjában. ott 1926-ig ott játszottak. A zenekar tagja volt Ray Lopez New Orleans-i trombitás és Gus Arnheim zongorarista.
Lyman zenekarával már 1923-ban felvett lemezt a Brunswick Records számára. 1925-ben Charlie Chaplin felvételt készített a zenekarral. 1930 körül korai hangosfilmekhez is készítettek zenét (köztük a Warner Brothers Merrie Melodies rajzfilmjeihez).
1929-ben Európában turnéztak, felléptek Londonban a Kit Cat Clubban és a Palladiumban, valamint Párizsban a Moulin Rouge-ban. 1933-ban New Yorkba költözött a zenekar, ahol olyan népszerű rádióműsorokban játszott.
1937-38-ban Brunswick mellett a Deccának, azután pedig a Bluebird-nek készített Lyman felvételeket. 1947 körül feleségével, Rose Blane-nel a szórakoztató zenélést éttermekben művelték.

## Lemezek
- Syncopated Symphony, 1928
- Tin Hat Harmony, 1934
- Junior Prom, 1946

## Filmek
- Abe Lyman az IMDb-n